# Dicranomyia (Pseudoglochina) bicinctipes
Dicranomyia (Pseudoglochina) bicinctipes is een tweevleugelige uit de familie steltmuggen (Limoniidae). De soort komt voor in het Oriëntaals gebied.